# سرزمین شادی (رمان)
سرزمین شادی (انگلیسی: Joyland) یا جوی لند رمانی در ژانر داستان معمایی و داستان جنایی اثر استیون کینگ است.